# تصفيات بطولة إفريقيا تحت 20 سنة لكرة القدم 2013

## الدور التمهيدي
مباريات الذهاب سوف تلعب في 20 و 21 و 22 أبريل 2012. ومباريات الإياب في 4 و 5 و6 أبريل 2012. الفائز يتأهل إلى الدور الأول.
| فريق 1                 | النتيجة | فريق 2                      | المباراة 1 | المباراة 2 |
| ---------------------- | ------- | --------------------------- | ---------- | ---------- |
| تونس                   | 5–3     | ليبيا                       | 3–2        | 2–1        |
| المغرب                 | 7–2     | موريتانيا                   | 5–0        | 2–2        |
| أغندا                  | 5–1     | الموزمبيق                   | 4–0        | 1–1        |
| جمهورية أفريقيا الوسطى | w/o     | جمهورية الكونغو الديمقراطية | —          | —          |
| تشاد                   | 3–5     | سيراليون                    | 2–3        | 1–2        |
| ناميبيا                | 1–4     | رواندا                      | 0–2        | 1–2        |
| النيجر                 | 6–1     | ليبيريا                     | 3–0        | 3–1        |
| تانزانيا               | 4–3     | السودان                     | 3–1        | 1–2        |
| زيمبابوي               | 5–1     | بوتسوانا                    | 4–0        | 1–1        |

## الدور الأول
مباريات الذهاب لعبت في 27 و 28 و29 يوليو 2012 ومباريات الإياب في 10 و 11 و 12 أغسطس 2012. الفائز يتأهل إلى الدور الثاني.
| فريق 1                      | النتيجة   | فريق 2       | المباراة 1 | المباراة 2 |
| --------------------------- | --------- | ------------ | ---------- | ---------- |
| مصر                         | 3–0       | كينيا        | 0–0        | 3–0        |
| الكونغو                     | 2–2 (خ.ق) | جنوب أفريقيا | 2–1e       | 0–1        |
| بنين                        | 3–0       | ساحل العاج   | 3–01       | 0–0        |
| غينيا                       | 2–2 (خ.ق) | بوركينا فاسو | 2–1        | 0–1        |
| تونس                        | 2–3       | الغابون      | 2–2        | 0–1        |
| المغرب                      | w/o2      | غامبيا       | 4–0        | —          |
| أوغندا                      | 3–4       | غانا         | 3–1        | 0–3        |
| جمهورية الكونغو الديمقراطية | 3–0       | موريشيوس     | 3–0        | 0–0        |
| سيراليون                    | 1–3       | الكاميرون    | 1–1        | 0–2        |
| رواندا                      | 2–4       | مالي         | 2–1        | 0–3        |
| النيجر                      | 3–4       | السنغال      | 3–2        | 0–2        |
| تانزانيا                    | 1–4       | نيجيريا      | 1–2        | 0–2        |
| زيمبابوي                    | w/o3      | أنغولا       | 0–1        | —          |
| ليسوتو                      | w/o4      | زامبيا       | —          | —          |

1 مقابلة البنين ضد ساحل العاج أجلت إلى 5 أغسطس 2012.

2 انسحاب غامبيا بعد مباراة الذهاب.

3 انسحاب زيمبابوي بعد مباراة الذهاب.

4 انسحاب ليسوتو.

## الدور الثاني
مباريات الذهاب لعبت في 21 و 22 و23 سبتمبر 2012 ومباريات الإياب في 5 و 6 و 7 أكتوبر 2012.
| فريق 1       | النتيجة | فريق 2                      | المباراة 1 | المباراة 2 |
| ------------ | ------- | --------------------------- | ---------- | ---------- |
| مصر          | 2–1     | أنغولا                      | 2–1        | 0–0        |
| جنوب إفريقيا | 2–4     | نيجيريا                     | 1–1        | 1–3        |
| بنين         | 4–1     | السنغال                     | 3–1        | 1–0        |
| بوركينا فاسو | 2–4     | الغابون                     | 2–2        | 0–2        |
| غانا         | 5–4     | المغرب                      | 4–1        | 1–3        |
| الكاميرون    | 3–4     | جمهورية الكونغو الديمقراطية | 2–0        | 1–4        |
| زامبيا       | 2–5     | مالي                        | 2–2        | 0–3        |

## الفرق المتأهلة
| - الجزائر (المستضيف) - بنين - جمهورية الكونغو الديمقراطية - مصر | - الغابون - غانا - مالي - نيجيريا |

## وصلات خارجية
مباريات ونتائج 